# Hopper (computerspel)
Hopper is een computerspel dat werd ontwikkeld en uitgegeven door Personal Software Services. Het spel kwam in 1982 uit voor de ZX81. Later volgende ook andere homecomputers. Het spel is gebaseerd op Frogger. De weg bestaat uit meerdere drukke banen die moeten worden overgestoken. De rivier kan worden overgestoken door op schildpadden te springen. Het uiteindelijke doel een van de vijf thuishonken te halen.

## Platforms
| Jaar | Platform                     |
| ---- | ---------------------------- |
| 1982 | ZX81                         |
| 1983 | BBC Micro, Oric, ZX Spectrum |
| 1984 | Electron                     |
| 1986 | MSX                          |